# Maximilian Alexander Joseph von Kurtzrock
Freiherr Maximilian Alexander Joseph von Kurtzrock (* 15. Januar 1748 in Hamburg; † 6. April 1807 in Lübeck) war ein deutscher Domherr und Stiftspropst.

## Leben
Maximilian Alexander Joseph Freiherr von Kurtzrock entstammt dem katholischen thüringischen Adelsgeschlecht von Kurtzrock und war ein jüngerer Sohn von Theobald Joseph von Kurtzrock (1702–1770), Reichshofrat, kaiserlicher Resident beim niedersächsischen Reichskreis und Reichspostmeister in Hamburg und Herr auf Wellingsbüttel, und seiner Frau Bernardina, geb. von Schorlemer auf Herringhausen.
Am 15. Januar 1765 erhielt er eine Präbende am Lübecker Dom, auf die zuvor Ferdinand Joseph Freiherr von Weichs verzichtet hatte. Damit wurde er einer von vier katholischen Domherren im ansonsten lutherischen Lübecker Domkapitel. Seit 1774 residierte er in Lübeck.
1779 ernannte ihn Fürstbischof Friedrich August zum Schlosshauptmann des Eutiner Schlosses. Wie zuvor schon sein Onkel Eugenius Alexander Peter von Kurtzrock war er Propst des Stifts zum Hl. Kreuz in Hildesheim. Daneben war er königlich preußischer Kammerherr.
1790 erscheint er als Besitzer von Almstedt.
Im Lübecker Domkapitel hatte er das Amt des Structuarius inne und war damit für die Unterhaltung der Liegenschaften des Kapitels zuständig. Ab 1791 kam es zu einem mehrjährigen Rechtsstreit mit dem Kapitel, der sich zunächst an dem Beschluss des Kapitels entzündete, die bisherige Dechantenkapelle im Dom zu einer Kapelle des gesamten Kapitels umzubauen. Nachdem Kurtzrock 1792 in dieser Sache eingelenkt hatte, führten seine Einreden gegen die 1793 vollzogene Einführung des Allgemeinen oder Landesvergleichs im Hochstift aufs neue zu einem Verfahren gegen ihn, das am 22. Juli 1796 in der Verurteilung zu einer empfindlichen Geldstrafe und der Suspension von Sitz und Stimme im Kapitel für fünf Jahre endete. Kurtzrockk appellierte an den Fürstbischof und Reichsinstanzen und holte Rechtsgutachten der Juristischen Fakultäten der Universitäten Helmstedt und Rostock ein. Das Kapitel wandte sich an die Juristische Fakultät der Universität Erlangen  mit der Bitte um einen Schiedsspruch, den beide Parteien am 26. April 1799 als Endurteil annahmen. Darin wurde Kutzrock zu einer etwas geringeren Geldstrafe und zur Androhung der Suspension sowie zur Kostenübernahme verurteilt.
Als das Domkapitel 1803 im Reichsdeputationshauptschluss säkularisiert wurde, behielt er, wie alle zum Zeitpunkt der Säkularisation bestehenden Kanonikate, die damit verbundenen Privilegien und Einkünfte bis zu seinem Lebensende.
Er starb am Schlagfluss.